# Erasmova univerzita v Rotterdamu
Erasmova univerzita v Rotterdamu (nizozemsky: Erasmus Universiteit Rotterdam) je veřejná výzkumná vysoká škola sídlící v nizozemském městě Rotterdam. Nese jméno teologa 15. století Erasma Rotterdamského. Založena byla 8. listopadu 1913 jakožto Nizozemská obchodní vysoká škola (Nederlandsche Handels-Hoogeschool). Roku 1937 získala univerzitní status. Od roku 1973 nese škola současný název a Erasmovo jméno - stala se první univerzitou v Nizozemsku pojmenovanou po historické osobnosti. Univerzita je rozčleněna na sedm fakult. Značnou proslulost má univerzitní nemocnice, od roku 2003 nazývaná Erasmus MC. Jde o největší univerzitní nemocnici v Evropě. Škola má pět kampusů, čtyři v Rotterdamu a jeden v Haagu. Domácí i zahraniční studenti platí školné. Ke známým absolventům patří nizozemští premiéři Ruud Lubbers a Jelle Zijlstra, indonéský premiér Mohammad Hatta, etiopský prezident Meles Zenawi nebo nositelé Nobelovy ceny za ekonomii Jan Tinbergen a Guido Imbens. Podle žebříčku QS World University Rankings 2024 jde o 176. nejkvalitnější univerzitu na světě a 75. v Evropě. Podle Times Higher Education World University Rankings 2024 je 99. nejlepší univerzitou na světě.